# Coqueiral
Coqueiral là một đô thị thuộc bang Minas Gerais, Brasil. Đô thị này có diện tích 296,556 km², dân số năm 2007 là 9466 người, mật độ 33,4 người/km².